# Elke Borkenstein

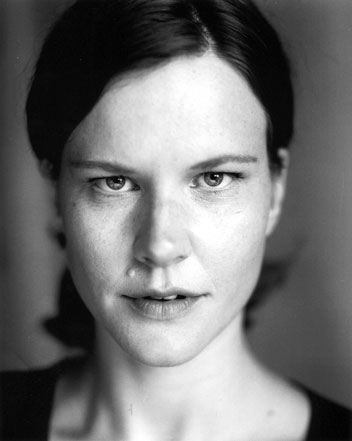
Elke Borkenstein (2008)

Elke Borkenstein (* 1971) ist eine deutsche Schauspielerin.

## Leben
Sie absolvierte ihre Schauspielausbildung in Hamburg. Es folgte ein Gastengagement am Staatstheater Oldenburg, bevor sie festes Ensemblemitglied am Theaterhaus Jena wurde. 2000 wechselte Elke Borkenstein in das Ensemble des Theaters Heilbronn. Dort spielte sie u. a. die Marianne in Molières Tartuffe, die Gräfin Orsina in Lessings Emilia Galotti und Hodel in dem Musical Anatevka. Außerdem war Borkenstein als Gast am Bremer Theater engagiert. Am Theater Aachen ist Borkenstein seit 2007 immer wieder in zahlreichen Hauptrollen zu sehen. 2012 stand Elke Borkenstein für den Kinofilm Rubinrot unter der Regie von Felix Fuchssteiner als Blumenverkäuferin vor der Kamera.
Sie ist mit dem Schauspieler und Regisseur Roman Kohnle verheiratet und hat mit ihm eine Tochter.

## Bühne (Auswahl)
Oldenburgisches Staatstheater
- 1997: Roberto Zucco (Koltès), Rolle: Das Mädchen, Regie: Kai Festersen
- 1998: Krankheit der Jugend (Bruckner), Rolle: Desirèe, Regie: Kai Festersen

Theaterhaus Jena
- 1998: Hinkemann (Troller), Rolle: Rosa Luxemburg, Regie: Sebastian Hartmann
- 1999: Trabanten oder die Lüge von der Schwerkraft, Regie: Lucas Bangerter
- 1999: Tactics vor Evolution, Hauptrolle, Regie: Jo Fabian

Theater Heilbronn
- 2000: Liliom (Molnár), Rolle: Marie, Regie: Franz Bäck
- 2000: Unsterblich und reich (Langhoff), Rolle: Tina, Regie: Michael Miensopust
- 2001: Alles nur aus Liebe (Ayckbourn), Rolle: Nikki Fixon, Regie: Oliver Karbus
- 2002: Tartuffe (Molière), Rolle: Marianne, Regie: Franz Bäck
- 2003: Draußen vor der Tür (Borchert), Rolle: Mädchen, Regie: Klaus Wagner
- 2003: Der Revisor (Gogol), Rolle: Maria Antonowna, Regie: Jana Lissovskaia
- 2004: Emilia Galotti (Kleist), Rolle: Gräfin Orsina, Regie: Patrick Guinand

Halle 7 München
- 2005: Die Zeit der Plancks (Belbel), Rolle: Rosa, Regie: Claus Peter Seifert

Bremer Theater
- 2006: Die wundersame Reise des kleinen Kröterichs (Shabtai/Pressler), Regie: Irmgard Paulis

Theater Aachen
- 2007: Die Verwandlung (Kafka), Rolle: Grete, Regie: Bernadette Sonnenbichler
- 2007: 1-, 2-, 3äuglein (Behrens), Rolle: Zweiäuglein, Regie: Thomas Niehaus
- 2007: The Killer In Me Is The Killer In You My Love (Beyeler), Regie: Marc Lippuner
- 2008: Der Asylsucher (Tachelet), Rolle: Vogel, Regie: Albrecht Hirche
- 2008: Urfaust (Goethe), Rolle: Margarete, Regie: Stefan Nolte
- 2008: Dreigroschenoper (Brecht/Weill), Rolle: Polly Peachum, Regie: Deborah Epstein
- 2009: Liebe und Geld (Dennis Kelly), Rolle: Mutter/Debbie, Regie: Ludger Engels
- 2009: Onkel Wanja (Tschechow), Rolle: Sonja, Regie: Elina Finkel
- 2009: Macbeth – très très fort (Gintersdorfer/Klaßen), R: Monika Gintersdorfer
- 2009: Der Stein (Marius von Mayenburg), Rolle: Mieze, Regie: Nicolai Sykosch
- 2009: Nathan der Weise (Lessing), Rolle: Sittah, Regie: Ludger Engels
- 2010: Mein Kampf (Tabori), Rolle: Frau Tod, Regie: Ewa Teilmans
- 2010: Taking Care of Baby – Kindersorgen (Kelly), Regie: Christian Hockenbrink
- 2011: Viel Lärm um Nichts (Shakespeare), Rolle: Beatrice, Regie: Christina Rast
- 2011: Lilith. Paradise Loft (Hörner/Schönfelder), Rolle: Lilith, Regie: Martin Philipp

## Filmografie (Auswahl)
- 2008: Geliebtes Käthchen
- 2010: Sonntag Nacht
- 2012: Rubinrot

## Auszeichnungen (Auswahl)
- 2010 erhielt Elke Borkenstein den Kurt-Sieder-Preis für herausragende schauspielerische Leistungen.[2]